# بلیندا لانگ
بلیندا لانگ (انگلیسی: Belinda Lang؛ زادهٔ ۲۳ دسامبر ۱۹۵۳) بازیگر اهل بریتانیا است. وی از سال ۱۹۸۰ میلادی تاکنون مشغول فعالیت بوده‌است.
از فیلم‌ها یا مجموعه‌های تلویزیونی که وی در آن‌ها نقش داشته‌است، می‌توان به خانواده من، آدمکشان میدسامر و نمایش امروز اشاره نمود.